# Grand Prix des Nations 1948
De Grand Prix des Nations 1948 was een autorace die werd gehouden op 2 mei 1948 op het Circuit des Nations in de Zwitserse stad Genève.

## Uitslag
| Positie | Rijder                  | Team          | Ronden | Tijd/Opgave   |
| ------- | ----------------------- | ------------- | ------ | ------------- |
| 1       | Giuseppe Farina         | Maserati      | 80     | 2:23:58.2     |
| 2       | Emmanuel de Graffenried | Maserati      | 80     | +1:48.1       |
| 3       | Raymond Sommer          | Ferrari       | 79     | +1 ronde      |
| 4       | Eugène Chaboud          | Delahaye      | 78     | +2 ronden     |
| 5       | Henri Louveau           | Delage        | 70     | +10 ronden    |
| 6       | Clemar Bucci            | Maserati      | 65     | +15 ronden    |
| NF      | Jean-Pierre Wimille     | Simca-Gordini | 58     | Motor         |
| NF      | Charles Pozzi           | Talbot-Lago   | 57     | Motor         |
| NF      | Louis Rosier            | Talbot-Lago   | 45     | Differentieel |
| NF      | Yves Giraud-Cabantous   | Talbot-Lago   | 44     | Ophanging     |
| NF      | Nello Pagani            | Maserati      | 36     | Remmen        |
| NF      | Luigi Villoresi         | Maserati      | 33     | Motor         |
| NF      | Luigi Fagioli           | Maserati      | 24     | Ongeluk       |
| NF      | Maurice Trintignant     | Simca-Gordini | 22     | Pneumatiek    |
| NF      | Birabongse Bhanubandh   | ERA           | 19     | Ventiel       |
| NF      | Richard Ramseyer        | Maserati      | 12     | Motor         |
| NF      | Louis Chiron            | Talbot-Lago   | 9      | Motor         |